# Nabil Atif
Nabil Atif (arab. ‏نبيل عاطف‎, ur. 1972 w Casablance) – marokański aktor filmowy i telewizyjny. Wystąpił w wielu marokańskich filmach i serialach.

## Filmografia

### Filmy
- 2015: Martwe liście
- 2016: Niezwykła noc
- 2017: Ali Ya Ali

### Seriale
- 2015: Hamimo
- 2017: Bóg wybacza
- 2018: Dysk moje życie
- 2018: Nie musisz
- 2019: Mętne oczy